# Aage V. Jensen
 Der er flere personer med dette navn, se Aage Jensen (roer).
Aage Villiam Jensen (født 17. november 1911 i Vokslev Sogn, Aalborg Amt, død 10. maj 1986) var en dansk tømrermester, erhvervsmand og fondsstifter (Aage V. Jensens Fonde).
Han var søn af husmand Jens Christian Jensen (død 1957) og hustru Hansigne f. Svendsen (død 1947) og blev uddannet som tømrer i Aalborg. Efter at have været på valsen som naver i Tyskland, Schweiz og Italien slog Aage V. Jensen sig ned som tømrermester i København 1937.
Aage V. Jensen blev i efterkrigstiden kendt for store investeringer i grunde, som han købte og bebyggede. I København og enkelte provinsbyer lod han opføre en række beboelsesbygninger og forretningsejendomme, et kollegium i Hvidovre, Hotel Hvide Hus-hotellerne i Ebeltoft, Køge, Aabenraa, Maribo, Frederiksdal og Aalborg samt Lyngby Storcenter. Han opbyggede en anselig formue gennem disse projekter og blev milliardær.
Mange af modernismens store arkitektnavne arbejdede for Jensen. Svend Fournais var hans faste arkitekt, mens andre arkitekter, der blev benyttet af tømrermesteren, var Arne Jacobsen (byplan i Vangede), Kay Fisker (Hotel Hvide Hus i Frederiksdal), Otto Frankild (selskabets, nu fondenes hovedsæde i Kampmannsgade i København), Ole Hagen (Lyngby Storcenter), Paul Hauge og Ole Kornerup-Bang. Jensens egen arkitekt, Siliam Jensen, stod til tider for projekteringen etc.
I 1969 trak han sig fra den daglige ledelse og flyttede til Schweiz, men var fortsat engageret i projekter i nogle år endnu.
Jensen var meget optaget af naturbeskyttelse, og i 1980 stiftede han Aage V. Jensen Charity Foundation (hjemhørende i Liechtenstein), der havde til formål at støtte projekter til naturens bevarelse og de vilde dyrs beskyttelse på tværs af landegrænser. I 2007 udskiltes Aage V. Jensens Naturfond, som nu råder over danske naturejendomme til en værdi af ca. 350 mio. kr. og er Danmarks største jordbesidder.
Dertil kommer Aage V. Jensens Fond fra 1977/1986, som donerer indtægterne til velgørende formål inden for naturbeskyttelse i Danmark og Grønland, blandt andet bogudgivelser, formidlingsprojekter og naturvidenskabelig dokumentation.
Han var formand for bestyrelsen for A/S Dansk Inveco.